# Gum-Katalog
Der Gum-Katalog ist ein astronomischer Katalog von 84 Emissionsnebeln in der südlichen Hemisphäre. Er wurde am Mount Stromlo Observatory durch den australischen Astronomen Colin Stanley Gum (1924–1960) von Daten auf Basis von Weitwinkelfotografie zusammengestellt.
Gum veröffentlichte sein Werk im Jahr 1955 in einer Studie mit dem Titel A study of diffuse southern H-alpha nebulae, der eine Zusammenstellung von 84 Nebeln oder Assoziationen von Nebeln war. Ähnliche Zusammenstellungen sind der Sharpless-Katalog und der RCW-Katalog, wobei entsprechend viele Objekte in diesen ebenfalls angeführt sind.
Der Gum-Nebel ist nach Colin Stanley Gum benannt, der ihn auch entdeckt hat und im Gum-Katalog die Nummer 12 trägt; dieser ist ein Emissionsnebel in den südlichen Sternbildern Segel des Schiffs und Achterdeck des Schiffs.

## Beispiele
Auszug von Beispielen des Gum-Katalogs aus dem Jahr 1955; Ein Klick auf das Bild liefert die Bildbeschreibung, die meisten stammen entweder von unterschiedlichen Amateurastronomen, der Europäischen Südsternwarte, der ESA oder  der NASA
| Gum    | Name           | Bild | Name und Querverweis                                                    |
| ------ | -------------- | ---- | ----------------------------------------------------------------------- |
| Gum 4  | NGC 2359       |      | Thors Helm, Gum 4, Sharpless 298, NGC 2359                              |
| Gum 16 | Vela-Supernova |      | Gum 16, Vela Supernova Remnant                                          |
| Gum 29 | RCW 49         |      | Gum 29, RCW 49                                                          |
| Gum 60 | NGC 6302       |      | Sh2-6, NGC 6302, Bug Nebula, PK 349+01 1, Butterfly Nebula, RCW 124     |
| Gum 64 | NGC 6334       |      | ESO 392-EN 009, Sharpless 8, RCW 127, Gum 64, NGC 6334                  |
| Gum 66 | NGC 6357       |      | Sh2-11, NGC 6357, RCW 131, Gum 66, War and Peace Nebula                 |
| Gum 72 | Lagunennebel   |      | Sh2 25, RCW 146, Gum 72, Messier 8                                      |
| Gum 76 | Trifidnebel    |      | Sh2 30, M20, NGC 6514, RCW 147, Gum 76                                  |
| Gum 81 | Omeganebel     |      | Omega Nebula, M17, NGC 6618, Swan Nebula, Sharpless 45, RCW 160, Gum 81 |
| Gum 83 | Adlernebel     |      | Sh2 49, Messier 16, NGC 6611, RCW 165, Gum 83                           |

## Bildquellen des Gum-Nebels
- Gum Nebula
- SouthernSkyPhoto.com
- Anglo-Australian Observatory (Memento vom 17. Februar 2006 im Internet Archive)
- Physics Today, 2001 (Memento vom 12. März 2007 im Internet Archive)
- The Cloud Hunters
- Illustrated Gum Catalog

## Weiteres
- RCW-Katalog